# Karl Dickman
Karl Daniel Dickman, född 20 april 1861 i Göteborg, Göteborgs och Bohus län, död 22 april 1947 i Göteborg, Göteborgs och Bohus län, var en svensk ämbetsman känd som upphovsman till Dickmans funktion.

## Biografi

### Bakgrund
Karl Dickman var son till borgmästaren i Göteborg Gustaf Dickman och Charlotte Paulin. Han studerade matematik vid Uppsala universitet och Stockholms högskola och avlade filosofie kandidatexamen 1884.

### Karriär
Dickman var anställd som amanuens vid Stockholms Observatorium 1891–1897. Han tjänstgjorde som biträdande aktuarie i Thule 1892–1906 och tillförordnad byrådirektör vid Riksförsäkringsanstalten 1906–1913. 1913 blev han ledamot i Pensionsstyrelsen och åren 1914–1929 tjänstgjorde han som byråchef där.
Dickman var tillsammans med bland annat Gösta Mittag-Leffler en av stiftarna till Svenska Aktuarieföreningen och medverkade vid dess konstituerande möte 3 mars 1904. Han utgav en avhandling till internationella aktuariekongressen i Berlin 1906 och var Sveriges ombud vid kongressen i Amsterdam 1912.

## Dickmans funktion
Vid en ålder av 69 år publicerade Dickman 1930 sin första och enda vetenskapliga artikel efter rekommendation av Edvard Phragmén i Arkiv för matematik, astronomi och fysik. Artikeln som hade rubriken On the Frequency of Numbers Containing Prime Factors of a Certain Relative Magnitude introducerade det som kom att bli känt som Dickmans funktion, en del av analytisk talteori. Funktionen kan användas för att uppskatta antalet släta tal mindre än en given storhet. Den studerades sedan vidare av nederländska matematikern Nicolaas Govert de Bruijn. Artikeln gav upphov till begreppet Dickmanfördelningar inom sannolikhetsteorin.

## Utmärkelser
- Riddare av Kungl. Nordstjärneorden, 1916.[4]
- Kommendör av 2:a klassen av Kungl. Vasaorden, 16 september 1928.[5]